# Orknejská vlajka

Orknejská vlajka
Poměr stran: 8:11

Vlajka Orknejí, jedné ze skotských správních oblastí, je tvořena červeným listem o poměru stran 8:11 s modrým skandinávským křížem se žlutým lemem.
Barvy vlajky ostrovní oblasti vycházejí z orknejského znaku, který zobrazuje loď na modrém pozadí a zlatého lva se sekerou na červeném pozadí (státní znak Norska). Modrý kříž odkazuje na převažující barvu skotské vlajky a také na moře, které ostrovy obklopuje.

## Historie
Roku 1994 byla vytvořena vlajka Orknejí zvaná „St Magnus Flag” (podle patrona ostrovů, středověkého earla Magnuse Erlendssona). Vlajka byla tvořena žlutým listem (poměr stran zřejmě nebyl určen) s červeným skandinávským křížem. 
Roku 2011 odmítla tuto vlajku uznat Nejvyšší heraldická autorita ve Skotsku Court of the Lord Lyon, protože se shodovala s historickou vlajkou Kalmarské unie (užívanou také pod názvem „Norden” jako symbol novodobých plánů na užší integraci severských zemí) a také se velmi podobala vlajce irské provincie Ulster.

Návrh orknejské vlajky (1994)

Vyhlásila proto soutěž, v níž ze 100 návrhů zvítězil návrh poštmistra Duncana Tullocka, který podle vlastního vyprávění použil k vytvoření vlajky pastelky vypůjčené od svých vnuček. Vlajka byla Orkneyskou radou přijata 10. dubna 2007, na základě předchozího hlasování občanů, jako oficiální symbol skotské správní oblasti.